# Attentat de février 2016 à Ankara
Pour les articles homonymes, voir attentat d'Ankara.
L'attentat d'Ankara du 17 février 2016 est un attentat lié au conflit kurde en Turquie, qui a fait au moins 38 morts et 61 blessés, essentiellement des militaires situés dans un bus qui passait près du véhicule piégé.

## Contexte
La Turquie est engagée de manière de plus en plus avancée dans la Guerre civile syrienne, disant vouloir s'engager contre les djihadistes du groupe terroriste État islamique, mais surtout face aux combattants kurdes des Forces démocratiques syriennes alliés aux indépendantistes du PKK qui sont pourtant eux-mêmes opposés, aux côtés des Forces armées syriennes et de la Russie, à l'État islamique, soutenus à la fois par les États-Unis et la Russie. La veille de l'attentat, le gouvernement turc déclarait vouloir enclencher une intervention terrestre sur le sol syrien.
Depuis des mois, la Turquie bombarde les troupes kurdes en Irak et en Syrie, et affronte les forces du PKK sur son territoire. En réaction, les Kurdes ont mené plusieurs attaques contre les forces de l'ordre turques au sud-est de la Turquie, au cours de l'année 2015. Depuis la bataille de Tall Rifaat - au cours de laquelle l'artillerie turque a pilonné le groupe arabo-kurde des Forces démocratiques syriennes - les bombardements contre les Kurdes du gouvernorat d'Alep sont quotidiens.
Pressé par l'OTAN, en 2015, le gouvernement turc, dont le pays sert de plaque tournante au ravitaillement en armement des différentes factions rebelles et aux recruteurs étrangers s'infiltrant en Syrie, avait été contraint de commencer à s'impliquer dans la lutte contre l’État islamique ; mais après quelques bombardements occasionnels et à la portée essentiellement symbolique, ses actions ont rapidement été redirigées presque exclusivement contre les Kurdes. Le sol turc devient le théâtre de plusieurs attentats terroristes extrêmement meurtriers, à l'image de l'attentat de Suruç du 20 juillet 2015 ayant tué des dizaines de manifestants kurdes, mais l'EI prend toutefois soin de ne jamais frapper des cibles gouvernementales et se concentre au contraire sur l'opposition turque et kurde.
Après l'attentat d'Istanbul du 12 janvier 2016, qui a tué 12 touristes allemands, l'aviation turque a mené des bombardements qui auraient tué environ 200 membres du groupe terroriste, selon les déclarations de l'armée turque. L'intervention terrestre envisagée en Syrie a officiellement pour objectif de mieux lutter contre Daech, mais en réalité vise à empêcher la formation d'une zone kurde le long de la frontière turque du côté syrien. C'est pourquoi la Turquie ne cesse de pilonner le nord du district d'Azaz pour contrer l'avancée des Kurdes des Unités de protection du peuple.

## Déroulement de l'attentat
À Ankara, près de la place Kızılay, le 17 février 2016, à 18h31 heure locale (16h31 heure de Paris), une voiture piégée explose à côté d'un convoi militaire. Le véhicule de tête était un bus arrêté à un feu rouge. L'explosion provoque un incendie qui embrase d'autres véhicules. 

L'explosion provoque un son si fort qu'il est entendu dans une grande partie de la ville et sème un début de panique.
De nombreuses ambulances et des véhicules de pompiers ont été dépêchés sur les lieux de l'explosion, sécurisés par un important cordon de forces de l'ordre.
Au soir du 17 février, le bilan est de 28 morts, dont 20 militaires " hauts-gradés " (selon les autorités turques), 7 autres militaires et une journaliste, ainsi que de 61 blessés.
Le lendemain, 30 blessés légers peuvent quitter l'hôpital.
Le 21 mars 2016, le bilan toujours provisoire s'élève à 38 morts.

## Revendication
Le lendemain de l'attaque, le Premier ministre turc Ahmet Davutoğlu accuse le PKK et les YPG d'avoir organisé conjointement l'attentat, il affirme que l'attaque à la voiture piégée a été perpétrée par un Kurde syrien âgé de 23 ans nommé Salih Necar. Cependant, le PKK et les YPG démentent aussitôt toute implication dans l'attentat.
L'attentat est revendiqué le 19 février par les Faucons de la Liberté du Kurdistan (TAK), un groupe kurde dissident qui a rompu avec le PKK. Sur leur site internet, ils indiquent avoir agi en représailles à des opérations des forces turques à Cizre.
Dans leur communiqué de revendication, les TAK estiment à environ 200 le nombre de soldats tués dans l'attaque. Ils affirment également que le militant auteur de l'attentat, qualifié de « guerrier kamikaze », est Abdülbaki Sönmez, 26 ans, enregistré Abdülbaki Sömer à l'état civil, originaire de Van, en Turquie. Abdülbaki Sönmez (Sömer), né en 1989, avait disparu en 2005, selon son frère. Il est revenu en Turquie en 2014, sous la fausse identité d'un Kurde syrien, Salih Neccar, prétendument originaire du village d'Amude.

## Enquête
Le 18 février, la police scientifique turque annonce aux médias avoir identifié le conducteur du véhicule piégé grâce à ses empreintes digitales : il s'agirait de Salih Necar, 23 ans, un milicien kurde de Syrie. Il appartiendrait aux YPG, la branche combattante du parti politique syrien kurde PYD. Le premier ministre turc, Ahmet Davutoğlu confirme au cours d'une conférence de presse : « Cette attaque terroriste a été commise par des éléments de l’organisation terroriste PKK en Turquie et un milicien des YPG. »
Toutefois, cette information n'est pas encore sûre. Certains membres du gouvernement contredisent Ahmet Davutoğlu ; son vice-Premier ministre Numan Kurtulmuş déclare à la presse : « Nous n'avons encore aucune information sur les auteurs de cette attaque». Cemil Bayık, l'un des dirigeants du PKK, dément - avec une certaine ambigüité : « Nous ne savons pas qui l’a commis mais cela peut être une riposte aux massacres de la Turquie au Kurdistan ». Et Saleh Muslim, le responsable du PYD, annonce clairement : « Nous démentons toute implication dans cette attaque (…) et ces accusations sont clairement liées à la tentative d’intervenir en Syrie ».
À la date du 18 février, 14 personnes sont placées en garde à vue dans le cadre de l'enquête sur cet attentat.
Le 19 février, un groupe kurde issu d'une dissidence du PKK, les Faucons de la Liberté du Kurdistan (TAK) revendique l'attentat en son nom propre. Il diffuse également la photo d'un Turc de 26 ans, Abdülbaki Sönmez, originaire de Van, qu'il présente comme le kamikaze qui a mené l'attentat (sous le nom de code "Zinar Raperin").
Le 23 février, après avoir effectué des tests ADN, les autorités turques reconnaissent qu'Abdülbaki Sönmez est le kamikaze. «Il apparaît que ce n’est pas la personne présentée au début», a reconnu Muman Kurtulmuş.

## Réactions

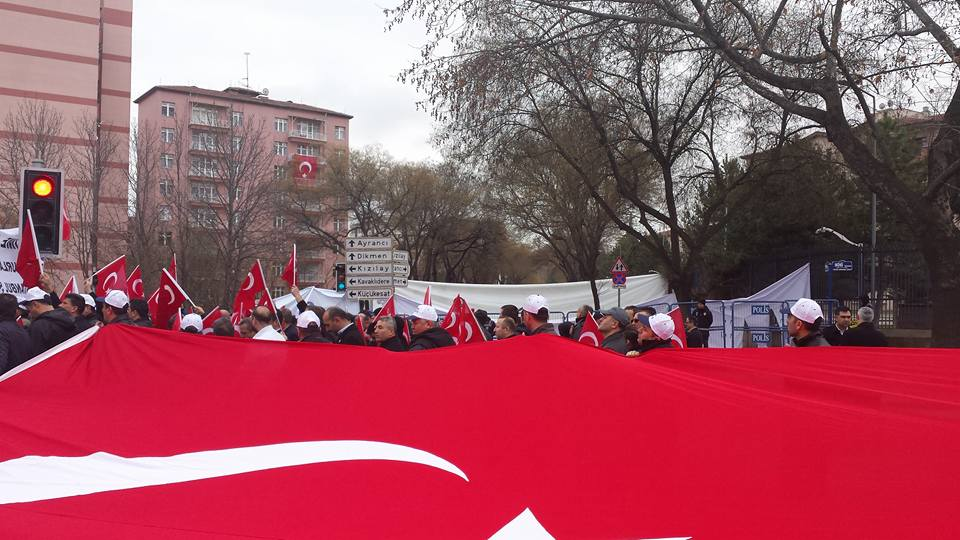
Protestations après l'attaque (Ankara)

Dès la nouvelle de l'attentat, le Premier ministre annule une visite qu'il devait effectuer le même jour à Bruxelles pour évoquer la crise des migrants. Il promet une "riposte", et la poursuite des bombardements du PYD en Syrie.
Le président turc Recep Tayyip Erdoğan réagit le soir-même en affirmant dans un communiqué que « la Turquie n’hésitera pas à recourir à tout moment, à tout endroit et en toute occasion à son droit à la légitime défense ».
Et dès le soir de l'attentat, l'aviation turque bombarde des bases du PKK aux alentours d'Haftanin, au nord de l'Irak. Selon l'état-major turc, 60 à 70 guérilleros kurdes seraient morts. Ce que le PKK dément, indiquant ne pas avoir été bombardé.
Le 21 février, Abdülbaki Sönmez est enterré à Van, ville d'où il était originaire, et une cérémonie d'hommage lui est organisée,. Une enquête est ouverte contre Tuğba Hezer Öztürk, une députée du parti HDP, pour y avoir participé.

## Analyse
Selon Sinan Ülgen, président du Center for Economics and Foreign Policy (EDAM) et ancien diplomate turc, le PKK et les YPG se servent du  TAK pour ne pas ternir leur réputation lors d'actions trop lourdes de conséquences et indéfendables.